# Münchner Ruhestörung
Die Münchner Ruhestörung ist ein internationales Percussion-Kollektiv aus München.

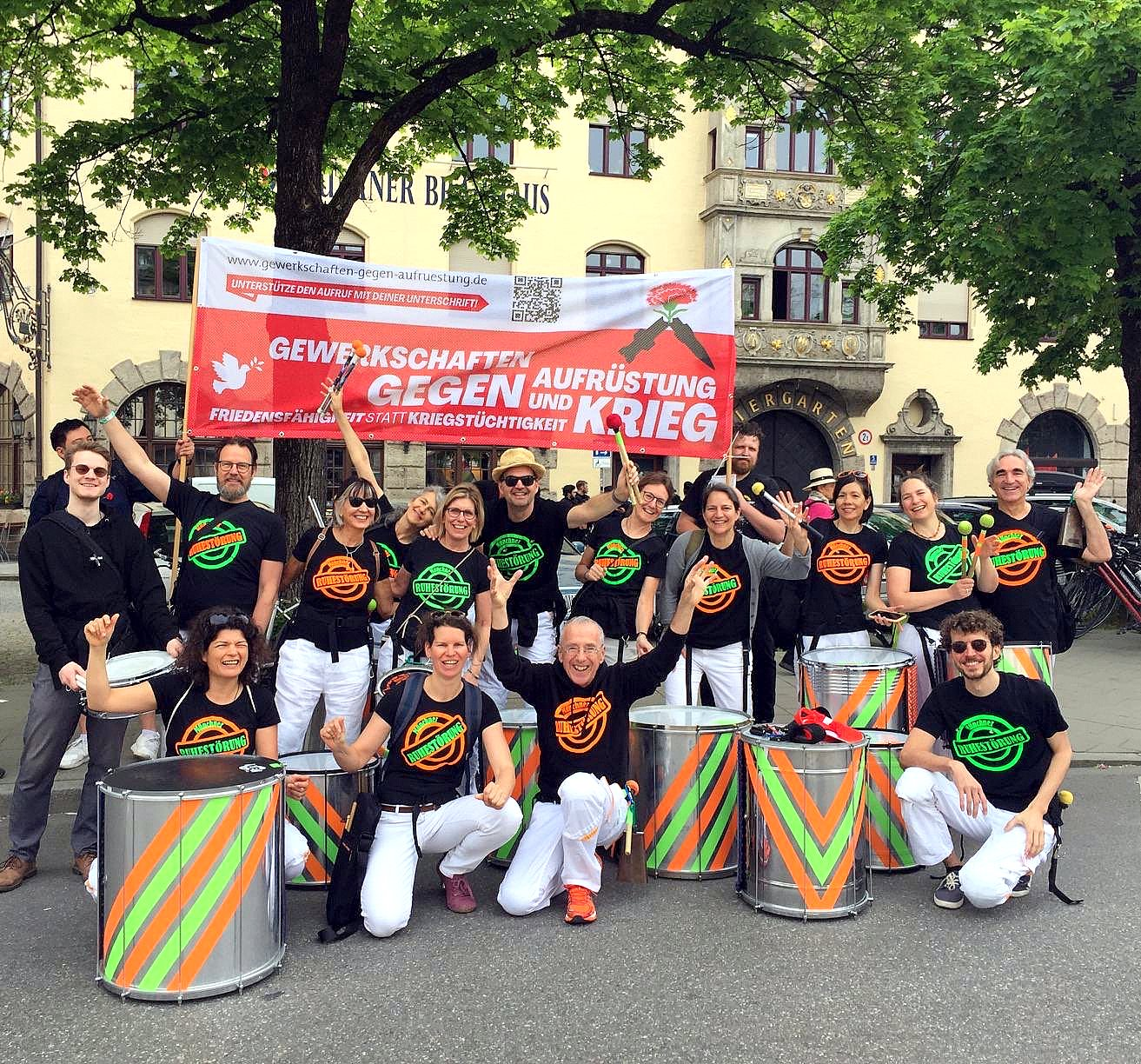
Münchner Ruhestörung 2024 DGB-Demo zum 1. Mai

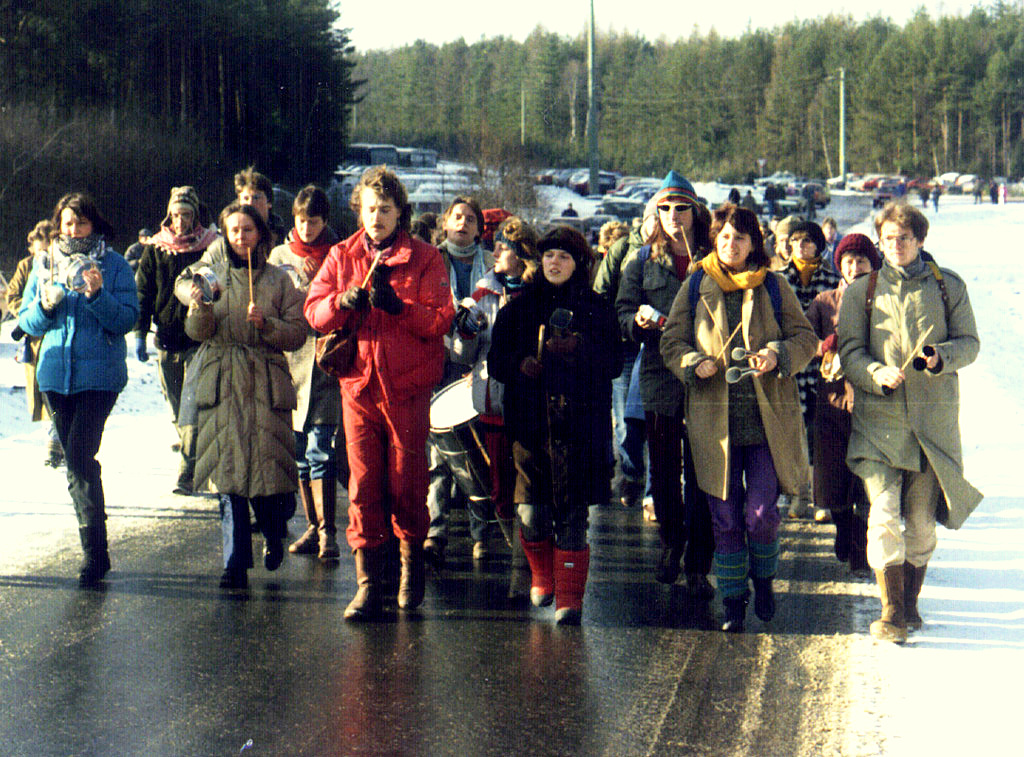
Münchner Ruhestörung 1986 bei Demo vor WAA Wackersdorf

Das Ensemble umfasst zurzeit über 25 Musikerinnen und Musiker, die unter dem Motto „Wir sind laut!“ auf Festivals, Straßenfesten, Demonstrationen, Sportveranstaltungen sowie Konzerten und Events aller Art auftreten. Überregional gehört die Gruppe zu den Mitbegründern des Pflasterspektakel in Linz und wirkte des Öfteren beim Samba-Festival Coburg sowie unter anderem beim Stadtspektakel Landshut, der Hamburger Altonale oder dem Bremer Karneval mit.

## Stil
Das Repertoire der Straßenmusikgruppe basiert in erster Linie auf afro-brasilianischen Rhythmen. Im Zentrum stehen dabei der Sambareggae aus Bahia, der Samba Batucada aus Rio de Janeiro, der Maracatu aus Pernambuco und viele weitere südamerikanische Stile.

## Geschichte
Die Gründung erfolgte am 23. Oktober 1983. Anlass war die musikalische Begleitung des Widerstandes gegen die NATO-Nachrüstungsbeschlüsse.
Die Gruppe verband ihre Musik von Anfang an mit soziokulturellem Engagement. So unterstützte sie in den 1980ern und 1990ern die breite gesellschaftspolitische Bewegung für humanistische, emanzipatorische und ökologische Werte und war bei den Brennpunkten der Neuen Sozialen Bewegungen vertreten: (Friedensdemonstration im Bonner Hofgarten 1983, Menschenkette von Stuttgart nach Neu-Ulm, Mutlanger Heide, Memminger Prozess, Berliner Mauerfall, Wiederaufarbeitungsanlage Wackersdorf).
Bislang haben über 220 Musiker von 1983 bis heute bei der Samba-Bateria gespielt. Die Gruppe hat mit ihrer Musik und ihrem Konzept die süddeutsche Percussionszene maßgeblich geprägt. Viele ehemalige „Ruhestörer*innen“ spielen heute in anderen Formationen wie Les Derhosn, gentleMoves, Treibholz, NovaBossa, Aron-Hantke-Quintett, Stockwerk Orange, Yellow Hands, Encontro, Bateria Z, Tem Dende u. v. m.
Zu den Aktivitäten der Band gehören auch Jam-Sessions in der Szene (Express Brass Band, Münchner Alphornkollektiv, Beatprotest) sowie Percussion-Workshops (Dudu Tucci, Marcio Alves, Gilson de Assis, Omar Belmonte, Claudio Wilner).
Auch in den 2020ern ist das Percussion-Projekt aktiver musikalischer Teil der aktuellen politischen Debatte auf den Straßen Süddeutschlands. Die Musiker engagieren sich für die Aktionen und Klimastreiks der Fridays-for-Future-Bewegung, und in der kulturarmen Zeit des COVID-19-Lockdowns 2020/2021 macht die Gruppe bei vielen Veranstaltungen auf die aktuelle Not- und Auftrittssituation von Künstlern und Musikern aufmerksam.

## Gruppenphilosophie
Die multinationale Sambagruppe versteht sich als Musik-Kollektiv; es gibt keinen Gruppenleiter. Die innere Struktur beruht auf basisdemokratischen Entscheidungen; die Organisation wird gemeinsam getragen.

## Soziales Engagement
Die Gruppe unterstützt seit vielen Jahren die Hilfsorganisation Handicap International, die gegen den Einsatz von Landminen und Streumunition kämpft und sich für die Verbesserung der Situation von Menschen mit Behinderung einsetzt. Auf vielen Veranstaltungen arbeitet die Band mit der interkulturellen Straßenfußball-Liga Buntkicktgut zusammen (Corso Leopold, Streetlife-Festival).
Seit 2015 holt sich der Verein München ist bunt bei seinen Kundgebungen für Toleranz und gegen Rassismus immer wieder musikalisch lautstarke Unterstützung von den Perkussionisten der Münchner Ruhestörung.
Für die Frauenbewegung, die Queer-Community und bei den DGB-Kundgebungen zum 1. Mai auf den Straßen und Plätzen Süddeutschlands sorgen die Trommler immer wieder für akustische Begleitung.

## Wichtige Auftritte
- Linz: Pflasterspektakel
- Turku, Finnland: Internationales Sambafestival
- Coburg: Samba-Festival Coburg
- Weil am Rhein: Internationales Sambafestival
- München: Tollwood-Festival[14]
- Hamburg: Altonale

## Diskografie
- Swingue da Cor: Veröffentlichung: 10. Dezember 2007, Genre: Samba (Musik), Percussion, Label: Eigenvertrieb